# Sociale identiteit
Sociale identiteit is het bewustzijn van een individu binnen een samenleving tot een bepaalde groep te behoren, en door anderen als zodanig behandeld te worden. De betreffende groep heeft een gewenst zelfbeeld, en wordt door anderen als uniek onderscheiden. Het zelfbeeld dat de groepsleden hebben, hoeft niet overeen te komen met het beeld dat buitenstaanders van diezelfde groep hebben; dat beeld wordt vaak gekenmerkt door stereotypes. In de sociologie wordt het begrip in de gegeven definitie pas vanaf de jaren 1960 gebruikt.
De sociale identiteit van een individu is opgebouwd uit de verschillende identiteiten van de groepen waartoe iemand behoort, zoals een nationale, culturele, geslachts-, politieke of stedelijke identiteit. Dit geheel van identiteiten heeft invloed op het handelen van een persoon, samen met de persoonlijke identiteit waarmee het individu zich onderscheidt binnen een groep. Bij een negatieve beeldvorming in de buitenwereld wordt de persoonlijke identiteit vaak nauw verbonden met de collectieve identiteit, zowel binnen de groep als er buiten

## Rationalisatie
Hoewel de klassieke sociologen nog geen gebruik maakten van het begrip identiteit, kwam bij hen de achterliggende betekenis wel ter sprake. Voor Émile Durkheim was er nog een sterke binding tussen het collectieve bewustzijn en de persoonlijke identiteit. Max Weber zag echter door rationalisatie een individualisering optreden, waardoor het eigen lot in handen kon worden genomen. Georg Simmel stelde dat waar iemand eerder deel uitmaakte van een enkele groep waarbinnen vrijwel iedereen elkaar kende, iemand in de moderne maatschappij onderdeel is van vele, elkaar soms onbekende groepen, waarmee de mogelijkheden tot zelfbepaling toenemen.
De toegenomen keuze is niet voor iedereen een zegen, wat reden kan zijn zich vrijwillig te onderwerpen aan de regels van de gerationaliseerde samenleving, door Weber de ijzeren kooi genoemd.